# Camino Carrasco
Camino Carrasco es una calle de la ciudad de Montevideo que comienza en la calle Pan de Azúcar en el barrio de La Unión y culmina sobre el puente Carrasco, cuando inicia la Avenida Wilson Ferreira Aldunate en Canelones. 

## Características
Tiene un tránsito considerable gracias a que pasa por lugares como Malvín, Cruz de Carrasco y Carrasco Norte. 
Esta avenida es conocida por tener en gran parte de ella muchas industrias de marcas conocidas como: Coca-Cola, Unilever, Sebamar, Elbex. Además, el Carrasco Polo Club está ubicado sobre el Camino Carrasco, más precisamente sobre Bañados de Carrasco.

## Cruces
- Camino Carrasco y Pan de Azúcar
- Camino Carrasco y Juan Julio Raissignier
- Camino Carrasco y Molinos de la Unión
- Camino Carrasco y Doctor Francisco Schinca
- Camino Carrasco y José Zorrilla
- Camino Carrasco y General José Villagrán
- Camino Carrasco e Isla de Gaspar
- Camino Carrasco y 20 de Febrero
- Camino Carrasco y Manila
- Camino Carrasco y Gurméndez
- Camino Carrasco e Irún
- Camino Carrasco y Paes
- Camino Carrasco y Pirán
- Camino Carrasco y El Aguacero
- Camino Carrasco y Estado de Israel
- Camino Carrasco y Avenida Ingeniero Heracilio Ruggia
- Camino Carrasco y Doctor Roberto Berro
- Camino Carrasco y Veracierto
- Camino Carrasco e Hipólito Yrigoyen
- Camino Carrasco y Murillo
- Camino Carrasco y Doctor Felipe Ferreiro
- Camino Carrasco y Carlos María Prando
- Camino Carrasco y Cambay
- Camino Carrasco y Doctor Alejandro Gallinal
- Camino Carrasco y Pedro Cosio
- Camino Carrasco y Doctor Emilio Ravignani
- Camino Carrasco y Camino Felipe Cardozo
- Camino Carrasco y Alberto Zum Felde
- Camino Carrasco y Ana María Rubens
- Camino Carrasco y Lugo
- Camino Carrasco y Joaquín de la Sagra
- Camino Carrasco y Camino Oncativo
- Camino Carrasco y Romildo Risso
- Camino Carrasco y Juan Agazzi
- Camino Carrasco y Avenida Bolivia
- Camino Carrasco y Prudencio Murgiondo
- Camino Carrasco y Camino Diego Espinosa
- Camino Carrasco y San Borja
- Camino Carrasco y Pablo Mañé
- Camino Carrasco y Agrigento
- Camino Carrasco y Camino Pavia
- Camino Carrasco y Doctor Elías Régules
- Camino Carrasco y Martín Usabiaga Sala
- Camino Carrasco y Etna
- Camino Carrasco y Salerno
- Camino Carrasco y Camino Doctor José Strassener
- Camino Carrasco y Servidumbre de Paso
- Camino Carrasco y Camino Pichincha
- Camino Carrasco y Avenida Doctora María Saldún de Rodríguez
- Camino Carrasco y Camino Adolfo Brunel
- Camino Carrasco y Havre
- Camino Carrasco y Cooper
- Camino Carrasco y Adolfo Lapuente
- Camino Carrasco y Camino Gigantes
- Camino Carrasco y Lancasteriana
- Camino Carrasco y Capri
- Camino Carrasco y Orleans
- Camino Carrasco y Edmundo Bianchi
- Camino Carrasco y Camino Servando Gómez
- Camino Carrasco y Doctor Álvaro Vargas Guillemette
- Camino Carrasco y Colateral 13
- Camino Carrasco y Santa Mónica

En el límite departamental entre los departamentos de Montevideo y Canelones, la avenida cambia de nombre y pasa a llamarse Avenida Wilson Ferreira Aldunate.

## Transporte
Las líneas de transporte colectivo que pasan por esta avenida son: 
Por Camino Carrasco
195 (Desde La Calle "Isla de Gaspar" Hasta la Calle "Veracierto")
Hacia Portones Shopping
- 105
- 151
- 407
- 427
- 468
- 546
- L20 (Por Servando Gómez)
- L21 (Por Servando Gómez)

Hacia Paso Carrasco
- 109
- D9
- C1 (Por Paso Carrasco)
- C3 (Por Paso Carrasco)
- C5 (Por Paso Carrasco)
- 705 (Por Paso Carrasco)
- 706 (Por Paso Carrasco)

## Efemérides
- En 1959 con motivo de la culminación de las obras de asfaltado en la zona de Paso Carrasco comenzó a funcionar la 109.

- En 1984 se inauguró el alumbrado de Camino Carrasco

- En 2008 la línea 109 extiende su servicio adentrándose desde Camino Carrasco y Santa Mónica por Camino Carrasco hasta Avenida a la Playa su nueva terminal.

- En 2011 los intendentes Marcos Carámbula de Canelones y Ana Olivera de Montevideo firman un acuerdo para extender la doble vía de Camino Carrasco en Paso Carrasco.

- En 2012 comienzan las obras de ensanche de Camino Carrasco y en 2013 culminan.